# (16666) Liroma
(16666) Liroma (1993 XL1) – planetoida z pasa głównego asteroid okrążająca Słońce w ciągu 3,61 lat w średniej odległości 2,35 j.a. Odkryta 7 grudnia 1993 roku.